# Prêmio Futebol no Mundo
O Prêmio Futebol no Mundo foi criado em 2009 pelo programa de televisão homônimo ("Futebol no Mundo"), transmitido aos domingos, terças e sextas-feiras à noite pela ESPN Brasil.
O prêmio inicialmente tinha duas categorias: a de jogador-revelação da temporada e o de melhor jogador, e só é válido para jogadores brasileiros que atuem fora do Brasil. Na temporada 2010–11, a premiação passou a ter quatro categorias: as mesmas anteriores mas divididas entre opiniões da crítica e do público. Para a temporada 2011–12, foi retirada a eleição pelo público e inserida uma nova categoria, a de gol brasileiro mais bonito da temporada.

## Vencedores
| Temp.   | Melhor Jogador             | Revelação          |
| ------- | -------------------------- | ------------------ |
| 2008–09 | Júlio César Internazionale | Grafite Wolfsburg  |
| 2009–10 | Lúcio Internazionale       | Thiago Silva Milan |

| Temp.   | Melhor jogador | Melhor jogador | Revelação      | Revelação          | Ref.  |
| Temp.   | Pela crítica   | Pelo público   | Pela crítica   | Pelo público       | [ 1 ] |
| ------- | -------------- | -------------- | -------------- | ------------------ | ----- |
| 2010–11 | Hulk Porto     | Hulk Porto     | Hernanes Lazio | David Luiz Chelsea | [ 1 ] |

| Temp.   | Melhor Jogador  | Revelação               | Gol Mais Bonito | Ref.  |
| ------- | --------------- | ----------------------- | --------------- | ----- |
| 2011–12 | Ramires Chelsea | Bruno César Benfica     | Ramires Chelsea | [ 2 ] |
| 2012–13 | Oscar Chelsea   | Dante Bayern de Munique | Oscar Chelsea   | [ 3 ] |

| Temp.   | Melhor Jogador              | Revelação                  | Ref.  |
| ------- | --------------------------- | -------------------------- | ----- |
| 2013–14 | Philippe Coutinho Liverpool | Roberto Firmino Hoffenheim | [ 4 ] |